# Església Evangèlica de Betlem

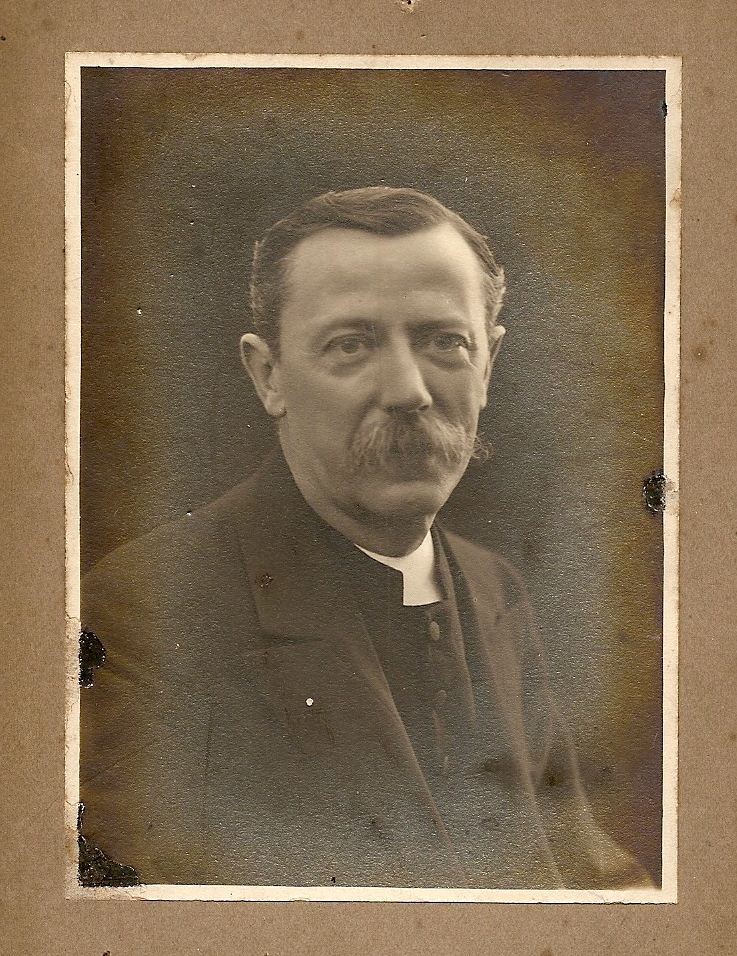
William Thomas Brown (1872)

L'església Evangèlica de Betlem és una comunitat evangèlica creada el 1872 al barri del Camp de l'Arpa del Clot de Barcelona. En concret, té la seu al número 24 del Carrer Nació. La comunitat forma part de la Iglesia Evangélica Española i aquesta, forma part del Consell Mundial d'Esglésies, de la Comunió Mundial d'Esglésies Reformades i del Consell Mundial Metodista.

## Història
La història de la comunitat de Barcelona va començar el 1869, quan el Comitè de la Societat Missionera Metodista, envià a William Thomas Brown (1821-1899), un home laic però des de molt jove dedicat a l'obra missionera per evangelitzar al nostre país. Abans d'arribar des de Londres a Barcelona va passar un temps a Oporto.
La formació de la comunitat dirigida per missioners anglesos va ser el 1872, aprofitant una tolerància religiosa. La primera cosa que va decidir fer Brown quan arribà a Barcelona, va ser fundar, seguint la tradició Metodista, una escola per a nens, ja que en aquells temps hi havia un 60% d'analfabets. Les famílies van començar a portar els seus fills a les escoles que eren pràcticament gratuïtes i també començaren a assistir els diumenges als cultes, formant-se així els primers membres. Amb el pas del temps es va aconseguir que les escoles tinguessin un alt nivell educatiu.
L'any 1959 la comunitat va canviar de temple amb el nou pastor Enric Capó que la dirigirà durant 25 anys. Aquest va inaugurar l'any 1967 un nou temple. Després d'ell, van pastorejar l'església els pastors Carles Capó, i més tard David Ceballos passant uns quants anys sense pastor. Des de l'any 2004, aquesta congregació la pastoreja el pastor Víctor Hernández.